# 二水安德宮
23°48′36″N 120°36′56″E / 23.809984°N 120.615625°E

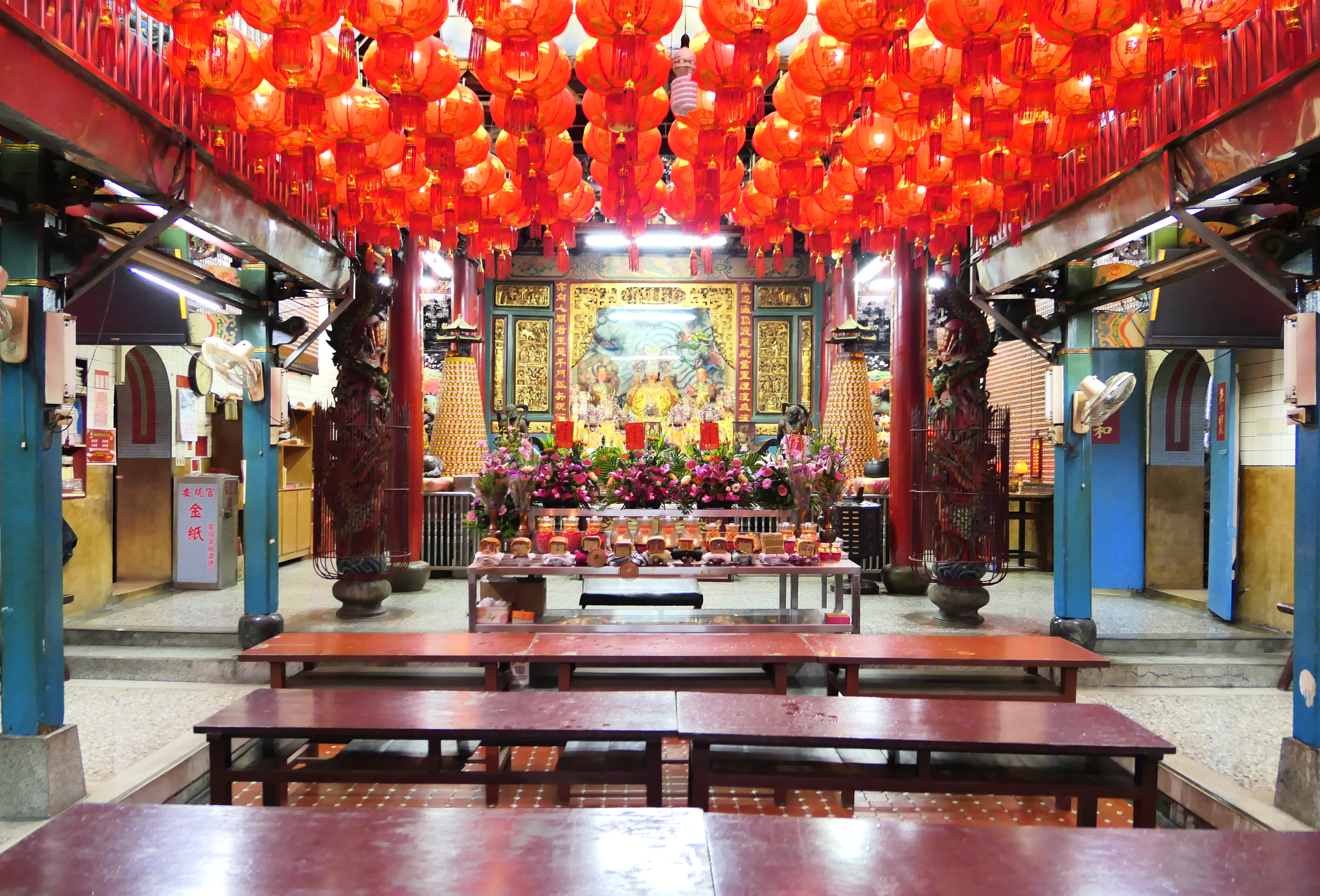
二水安德宮正殿

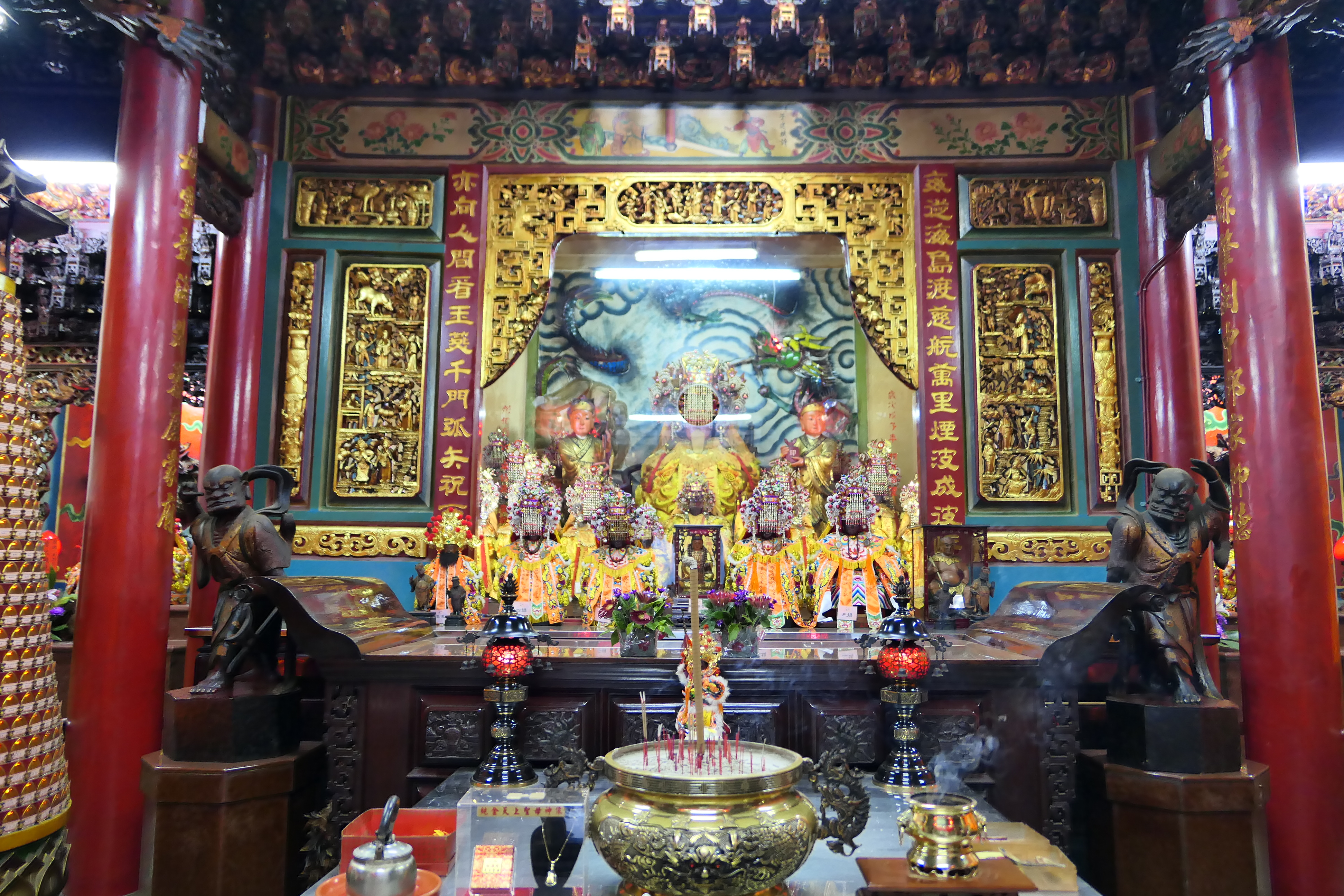
二水安德宮媽祖

二水安德宮，位於臺灣彰化縣二水鄉，主祀天上聖母媽祖，俗稱「二水媽祖宮」或「二水媽祖廟」，為二水鄉的信仰中心。

## 沿革

### 立廟由來
關於安德宮的由來，據說可追溯到清康熙年間施世榜開八堡圳，隨行民眾在當地屯墾，並奉祀媽祖香火以祈求平安:24。而後到了乾隆六年（1741年）士紳蕭童昇，建造土角厝奉祀媽祖，為正式建廟之始:24。而根據「臺中州員林郡二水庄寺廟臺帳」的記載，安德宮是乾隆元年創建，且是從悅興街乾德宮分香而來，之後直到道光廿七年（1847年）都會回去進香。此外也有安德宮媽祖奉祀在二水是始自嘉慶十四年（1809年）的說法。
而清代方志的記載，則可追溯到《彰化縣志》（1831年）。當時記載說二八水街有座「天后聖母廟」，應即是指安德宮。

### 發展
正式建廟後，同治十一年（1873年），寺廟總理陳其讓、商人益裕鳩資重修，並請得神示，定名為「安德宮」:24。光緒十九年（1893年），張純向本地檀越鳩資一千五百銀元，聘名師陳法改建，次年十月十九日（1894年11月16日）落成:24、31。也因為此次重修，安德宮每年農曆十月十二日到十九日都會舉行出巡遶境:24、31。
日大正十二年（1923年），陳通捐地重建安德宮，將原本的土埆廟宇改為磚砌廟宇，同時增築後殿:25。二次大戰後，民國62年（1973年）蔡再朝等人整修廟宇:26。民國64年（1975年），安德宮媽祖分靈到臺北北玄宮:33。民國74年（1985年），安德宮購置香客大樓:26。民國77年（1988年）主委張炳楠率安德宮全體委員前往湄洲天后宮，迎回兩尊神像，一尊供奉在安德宮內，另一尊在臺北北玄宮:26。之後民國81年（1992年）起連續三年，廟方皆有前往湄洲天后宮:26。民國81年（1992年），安德宮購置第二棟香客大樓:26。民國95年（2006年）冬安德宮重修，歷經16個月後於民國97年（2008）完工:26。

## 奉祀神明
祀有媽祖與千里眼、順風耳兩侍神、觀音菩薩、文昌帝君、關聖帝君、文財神、神農大帝、開臺國聖、中壇元帥、境主尊王、註生娘娘、福德正神、陳聖王公（開漳聖王）等:45。
廟中的媽祖神像除了鎮殿聖母與天上大聖母、二聖母、三聖母、四聖母外，後來又增祀新賢聖母（1967年安奉）、新貴聖母（1972年安奉）、新娘聖母（1976年安奉），以及從湄洲迎回的湄洲媽祖:45。由於各尊媽祖各有職責，當地有諺語：「大媽鎮殿，二媽呷便，三媽愛人扛，四媽閹尻川，五媽花（會）」，指大媽鎮殿而不出巡或進香，二媽不出巡不進香也不管事，三媽（副爐媽）則經常坐神轎，四媽（衙門媽）經常被信徒請回家，神像底部常剔下部分木片當藥引，而五媽喜歡參加刈香來和各地媽祖相會。